# Reverendo Colt
Reverendo Colt è un film del 1970, diretto da León Klimovsky.

## Trama
Sconvolto dalla casuale morte di un bambino nel corso di una sparatoria, il cacciatore di taglie Miller Colt decide di cambiare vita diventando pastore.